# Dibaba Tola
Dibaba Tola (* 10. November 1987 in Gelanidoro (Äthiopien); auch gelistet als Seboka Dibaba Tola) ist ein äthiopischer Marathonläufer.

## Karriere
2009 wurde er Zweiter beim San-Sebastián-Marathon, und 2011 gewann er die Premiere des Lago-Maggiore-Marathons. 2012 verbesserte er als Neunter des Dubai-Marathons seinen persönlichen Rekord um mehr als siebeneinhalb Minuten auf 2:06:17 h und stellte beim Düsseldorf-Marathon mit 2:08:27 h einen Streckenrekord auf.

## Persönliche Bestzeiten
- Halbmarathon: 1:03:31 h, 25. Oktober 2009, Arezzo
- Marathon: 2:06:17 h, 27. Januar 2012, Dubai